# Muhammad al-Barādeʿī
Muhammad Mustafā al-Barādeʿī (in arabo محمد مصطفى البرادعي‎?, Muḥammad Muṣṭafā al-Barādaʿī; Il Cairo, 17 giugno 1942) è un politico e diplomatico egiziano.
Dal 1º dicembre 1997 al novembre 2009 è stato direttore generale dell'Agenzia internazionale per l'energia atomica (AIEA), ricevendo per il suo impegno il Premio Nobel per la pace nel 2005 insieme all'agenzia stessa, è stato per anni l'ambasciatore del suo paese presso l'Organizzazione delle Nazioni Unite. Dal 9 luglio al 14 agosto 2013 è il Vicepresidente dell'Egitto, incarico cessato a seguito delle sue spontanee dimissioni.

## Biografia

### Vita privata
Al-Barādeʿī è sposato con ʿĀʾida al-Kāshef, che aveva svolto attività di docente a Riad, e ha avuto da lei due figli, Laylā e Muṣṭafā. Ha studiato diritto presso l'Università del Cairo dove si è laureato nel 1962. Ha poi proseguito i suoi studi in diritto internazionale all'Institut universitaire de hautes études internationales di Ginevra (oggi conosciuto come Graduate Institute of International and Development Studies) ed a New York, dove nel 1974 ha conseguito un dottorato presso la New York University.

### Carriera diplomatica
Nel 1974 tornò in patria e cominciò la carriera diplomatica presso il ministero per gli Affari Esteri egiziano.
Dal 1984 è senior member presso il segretariato dell'Agenzia Internazionale per l'Energia Atomica, ricoprendo diversi alti incarichi. Prima di essere nominato direttore generale ha ricoperto gli incarichi di Legal Adviser (1984-1993) e di Assistant Director General per le relazioni esterne (1993-1997).
Dal 27 novembre 2002, assieme a Hans Blix, ha guidato la missione in Iraq degli ispettori ONU e della AIEA nell'ambito della Risoluzione ONU 1441 per il disarmo delle armi di distruzione di massa.
Il 14 febbraio 2003 al Consiglio di sicurezza delle Nazioni Unite, in qualità di direttore generale dell'AIEA, dichiara che non vi sono prove che l'Iraq abbia utilizzato materiale nucleare per finalità belliche o che si fosse attivato per tale scopo. Nel marzo dello stesso anno gli USA di George W. Bush attaccarono l'Iraq con accuse che includevano il possesso di armi nucleari.

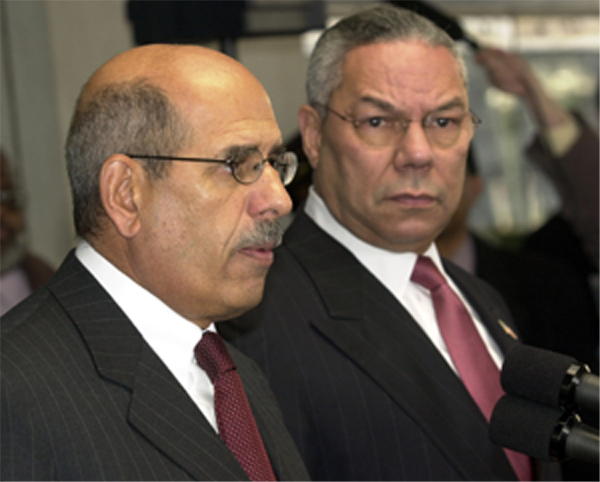
Muhammad al-Barādeʿī accanto a Colin Powell (10 gennaio 2003)

Nel 2005 gli è stato attribuito il Premio Nobel per la pace come direttore dell'AIEA.
Il 5 ottobre 2007, presso l'Aula Magna del Rettorato dell'Università di Firenze, gli è stata conferita la Laurea Honoris Causa in Fisica e Astronomia.
Nel 2007 è vincitore del premio Colombe d'Oro per la Pace, premio assegnato annualmente dall'Archivio disarmo a una personalità distintasi in campo internazionale.
Il 17 novembre 2009 ha ricevuto la laurea honoris causa in Relazioni internazionali dall'Università di Perugia.

### Carriera politica
Nel novembre 2009, nel mezzo delle polemiche politiche riguardanti le elezioni presidenziali egiziane del 2011, dovute agli ostacoli costituzionali posti davanti ai candidati di cui all'articolo 76 modificato nel 2007 e le indiscrezioni sulla possibile successione al Presidente Hosni Mubarak a favore del figlio Gamāl, al-Barādeʿi annuncia la volontà di candidarsi per la presidenza, a condizione che esistano "garanzie scritte" riguardo l'integrità e la libertà del processo elettorale.
Nel febbraio 2011 è ritornato in Egitto per partecipare alle manifestazioni di protesta contro Mubarak poi note come "Rivoluzione egiziana del 2011"; al suo arrivo all'Aeroporto Internazionale del Cairo ricevette un'accoglienza trionfale, con qualche migliaio di persone presenti, e diverse personalità eccellenti come ʿAlāʾ al-Aswānī. È diventato quindi, di fatto, il leader dell'ala laica che si opponeva a Mubarak ma che non voleva l'insediamento di un regime islamico.
Considerato il naturale candidato alle elezioni presidenziali del 2012, annuncia dapprima la sua candidatura, ma vi rinuncia poi il 14 gennaio 2012, denunciando la mancanza di un vero sistema democratico.
Il 28 aprile 2012 al-Barade'i annuncia la fondazione del Partito della Costituzione (Al Dostour), con l'obiettivo di unificare e accrescere tutte le forze liberali del paese e di proteggere e promuovere i principii e gli obiettivi della rivoluzione del 2011. Il 5 dicembre partecipa alla fondazione del Fronte di Salvezza Nazionale, la coalizione che raggruppa i principali partiti d'opposizione contro i decreti del presidente Mohamed Morsi, di cui diventa coordinatore.
Il 2 luglio 2013 viene designato, da parte di tutte le opposizioni egiziane, come rappresentante del popolo egiziano nella stesura della road map che deciderà il futuro del paese successivamente alla destituzione di Mohamed Morsi. Dopo essere stato inizialmente indicato come possibile Primo ministro dell'Egitto, il 9 luglio viene quindi nominato Vicepresidente dal Presidente ad interim Adli Mansur.
A seguito delle imponenti violenze scatenatesi nel paese nelle prime settimane del mese di agosto culminate col Massacro di piazza Rabi'a al-'Adawiyya, Al-Barādeʿī presenta le sue dimissioni dal ruolo di Vicepresidente criticando le violenze delle forze dell'ordine con una nota indirizzata al Presidente Mansur il giorno 14 agosto 2013, e parte prudenzialmente per Vienna.